# Festival Reggaeboa
El Reggaeboa Festival es un festival de música español de música reggae, y de diferentes estilos de música con origen en Jamaica (ska, dub, dancehall…), que se celebra con carácter anual desde el año 2010 en la localidad berciana de Balboa, provincia de León. Es un festival que une la música, las artesanías, el respeto por el entorno rural y la sostenibilidad.

## Inicios
Este evento musical nació cuando tres amigos, Álex Kurth, Pau Fullana y Amal Gutiérrez, cada uno procedente de un lugar distinto (Mallorca, Barcelona y Balboa), decidieron organizar un festival especializado en la música reggae. “Los tres nos habíamos conocido hace quince años, trabajando como técnicos de sonido e iluminación en Barcelona. Yo regresé a Balboa hace siete años, donde comprobé que había sitios, como el auditorio, que sólo se utilizaban para San Juan. Este festival es una forma de usar esos espacios y de dar vida al medio rural”, explica Amal Gutiérrez, uno de los organizadores de este festival.
La primera edición, celebrada hace cuatro años, reunió a cincuenta artistas en dos días y acogió a casi cuatrocientas personas. Poco tiempo después se sumaría una persona más a la organización: Siscu Santgenis, al que integraron en la asociación Balboa 5.5, entidad que ejerce desde el principio como organizadora del evento.
En el año 2010 se celebró el tercer fin de semana de julio y desde entonces se celebra el último fin de semana de julio. En cuanto a su duración, las tres primeras ediciones constaron de dos días de festival y a partir de 2013, se realizan eventos también el domingo. En un principio, el cartel estaba dominado, con alguna excepción, por grupos de ámbito nacional, pero en las últimas ediciones hay mayor cantidad de grupos, y por tanto también espectadores, internacionales.

## Ubicación y conexiones de transporte
El festival se ubica en la parroquia de Balboa que se encuentra en el municipio de Balboa, León, más en concreto en el valle de Balboa, enclavado en la Reserva de la biosfera de los Ancares Leoneses. El entorno natural está compuesto por montes, bosques, praderas y ríos.

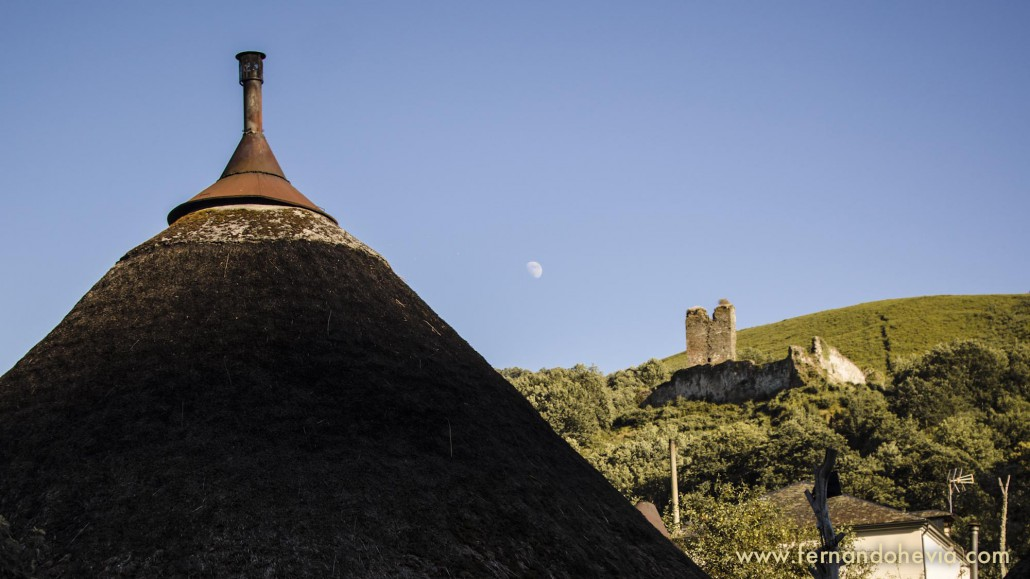
Techo de palloza y castillo abandonado en Balboa

En cuanto a las conexiones de transporte, balboa se encuentra próximo a la Autovía del Noroeste, la A6. En caso de ir desde el norte, es la salida del kilómetro 420, en cambio, si vas desde el sur, es la salida 419. Tras salir de la carretera A6, se conecta con la carretera LU-723 y después con la LE-4104 hasta el pueblo.
Existe la posibilidad de ir en bus ya que la empresa ALSA, en sus líneas que unen Galicia y Madrid, tiene una parada en la localidad de Entremesetas, a 5 kilómetros de Balboa.

## Recinto y actividades
El recinto del festival es abierto, estando constituido por varios espacios alrededor del ayuntamiento de Balboa:
- Zona de acampada y aparcamiento: Hay una zona de acampada habilitada en una pradera flanqueada por bosque. Hay baños y duchas fijos durante todo el año. Se permiten los perros en la zona de acampada. El río transcurre junto a esta zona de acampada separándola del bosque y del ayuntamiento. El aparcamiento es una explanada que está junto a la zona de acampada habilitada.
- Playa fluvial: El paso del río por el municipio crea una pequeña playa fluvial donde se puede uno refrescar durante las horas más cálidas del día. Río balboa durante el festivalReggaeboa concierto diurno, generador con bicicleta

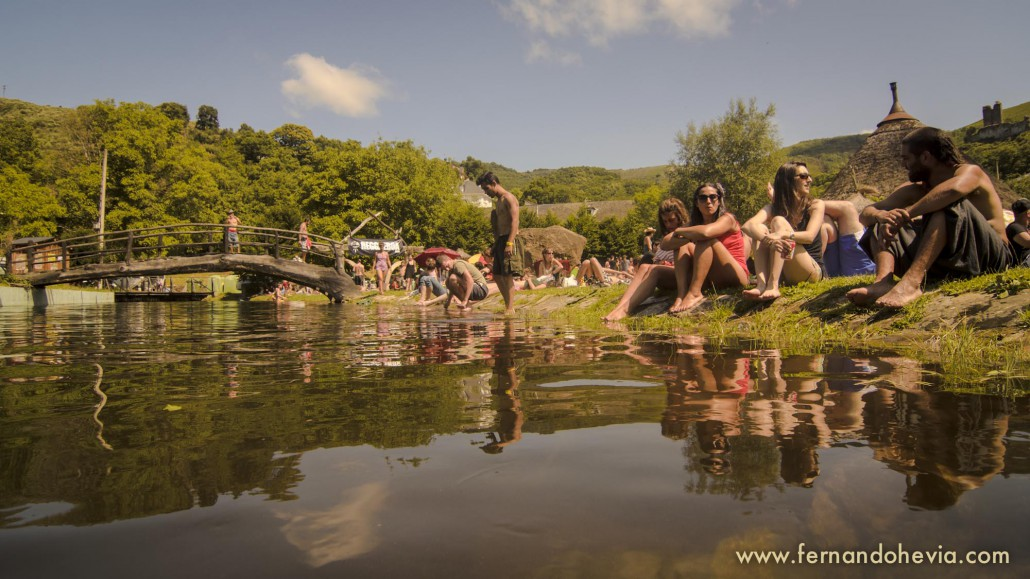
Río balboa durante el festival

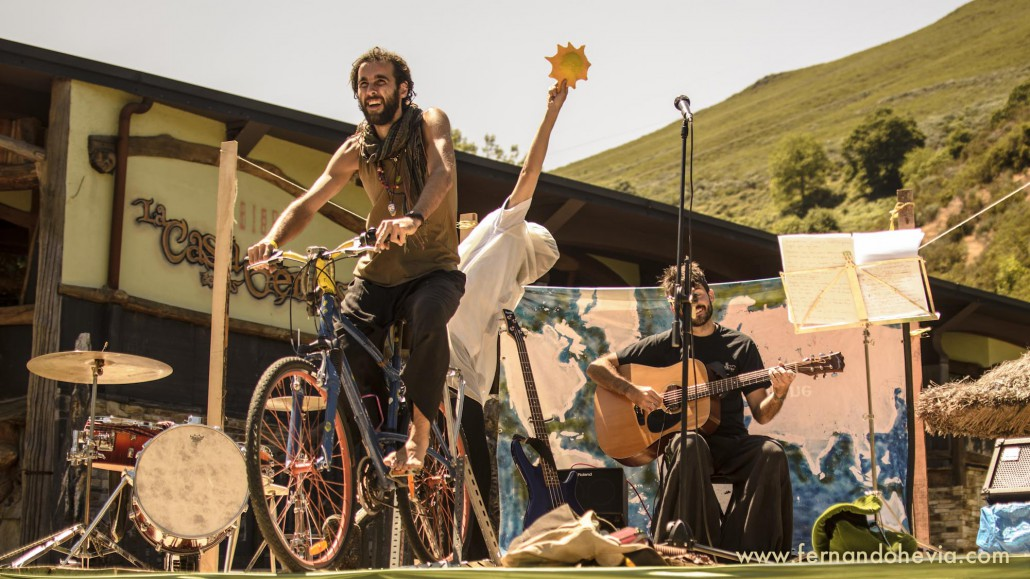
Reggaeboa concierto diurno, generador con bicicleta

- Anfiteatro de Balboa: Escenario seminatural excavado en la roca, formado por dos enormes troncos de castaño, con gradas de piedra con un aforo para más de
 2 000 personas. Se ubica junto a las ruinas del Castillo de Balboa, a menos de un kilómetro de la zona de acampada habilitada. Tiene bar para pedir algo mientras se disfruta de la música. Auditorio de Balboa durante un concierto del Reggaeboa

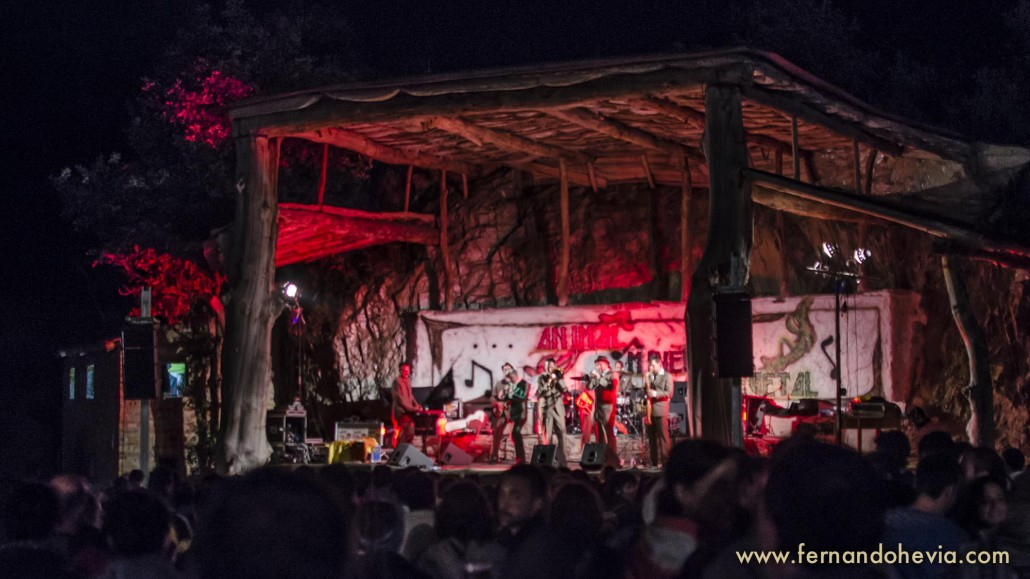
Auditorio de Balboa durante un concierto del Reggaeboa

- La palloza de Chis: Antigua palloza reconvertida en local de hostelería, donde se hacen conciertos y se pone música, desde que acaban los conciertos en el anfiteatro, hasta la mañana siguiente.
- Mercadillo de artesanías locales y puestos de comida: Hay mercadillos de variadas artesanías locales. En cuanto a la comida, hay gran oferta de platos vegetarianos y veganos.
- El molino de Agüita: Antiguo molino reformado en local de hostelería que hace pequeños eventos el último día del festival.

En cuanto a las actividades, los conciertos diurnos de música se celebran en la playa fluvial mientras que los nocturnos se realizan en el anfiteatro de Balboa y en la palloza de Chis. Aparte de la música, hay diversas actividades como talleres, charlas, presentaciones de libros, exposiciones y exhibiciones circenses.

## Ediciones y cartel
- 2010. 23 y 24 de julio. Emeterians, Gregtown, Shakti l&l, King Horror Sound,  Bhámbule Sound, Chalwa Band feat. King Konsul, Pekeño zergiote backed by Irie Lion Sound, Selassie Soundsystem feat. Jah Toni.
- 2011. 29 y 30 de julio. Roots Runners Band, Tributo a Bob Marley, Potato, Smoka Sound, Bush Doctors, Revolutionary Brothers feat. King Konsul & Yanu, Jennifer Paulos & Dub Presidents, High Am I Sistema, Auddicted Revodubtion Session.
- 2012. 27 y 28 de julio. Akatz, Transilvanians] Zamaramandi, Glaukoma, Meninos Carentes, Aya Waska, Miguel Arraigo, Hektor Banton, King Horror, Luv Messenger, Hi-Light Sound, Rulassie Selectah, Erin Auddicted & Victor.
- 2013.  26, 27 y 28 de julio. Soweto, Green Valley, Pipo Ti, Ganjahr Family & West Rockers Band, Irie Souljah, Natural Green, Rebel Rotts, Backup Sound, Soundkilla feat. Gendebeat, Dancecrasher, Sutta Enki Dub, Mr Boa, Brendan Shine, Bundem Squad, Naranjarte.
- 2014. 25, 26 y 27 de julio. Mikey General, Lion Sitté, Forward Ever Band, Blueskank, Tasty Grooves, Thunder Clap, Benjamin, Barbass Sound, Irie Lion Sound, Soundkilla Soundsystem, Erin & Rulassie Selectah, Mr Boa, Sutta Enki Dub, Shico Dieciocho.
- 2015. 24, 25 y 26 de julio. Roy Ellis (Mr Symarip) backed by Offbeaters. Roberto Sánchez backed by Zamaramandi, Offbeaters, Zamaramandi, Mediterranean Roots, Blackup Sound feat. Pipo Ti & Yeyo Perez, Emma Youth & High Paw backed by Mista T, Xenderal & Chek Selectah, Irie Lion Sound, DJ Ragnampaisser, Sutta Enki Dub.
- 2016.  29, 30 y 31 de julio. Lyricson, backed by Blackstarliners, Akatz, Hermano L, Red, Gold & Green meets Payoh Soul Rebel, Majaicans, Lasai, Alex Bass & The Same Song Band, King Horror Sound, Revolutionary Brothers, Chronic Sound, Mas Jahma Sound, Unruly Youth Sound.
- 2017. 28, 29 y 30 de julio. New York Ska-Jazz, Emeterians & Forward Ever Band, Sr. Wilson & The Island Defenders, Novato backed by Clamity Sound, Elephant Step, Iyaman Pablo & Irie Vibes Band, Rebel Roots, Erin, The Dub Yard feat. Sutta Enki Dub + High Paw, Badalonians Sound, Skank-Fu Hi-Fi, Unruly Youth Sound, Zere Selektah, Drowsy Turning Point Sound.
- 2018. 27, 28 y 29 de julio. New Kingston, Alpheus & The Mighty Megatons, Lone Ark Showcase feat. Benjamin, Inés Pardo, Shanti Yalah, Adala & The Same Song Band, Malaka Youth, Paula Bu & The Same Song Band, The Iberians, High Paw & Elephants Yard, Chalart58 feat. Matah, Heartical Sound, Natty Bo, Ricky Hombre Libre, Mr. Cholo (Roots & Fyah), Unruly Youth Sound, Turning Point Soundsystem, Zere Selektah, I-Tal Storm Sound, Katxarrada (batucada).
- 2019. 26, 27 y 28 de julio. Twinkle Brothers, Roy Ellis & Transilvanians, Ras Kuko & One Xe Band, Madrid Ska Foundation, Summer & One Xe Band, Goymamba, Lion Sitté & Roots Skank Squad, Mad Muasel & Big Sound Boy, Salda Dago, Roberto Sánchez (Vinylset), Skank-Fu Hi-Fi, Mr. Cholo (Roots and Fyah), Shico Dieciocho (Barbass Sound), Unruly Youth Sound, I-Tal Storm Sound.

## Propuesta sostenible
El principal objetivo del festival es realizar una propuesta de ocio alternativo, en un espacio natural protegido, que promueva el desarrollo cultural y económico de la zona. Para esto, se trata de evitar la masificación y de reducir la huella ecológica de los asistentes mediante la imposición de un aforo máximo de unas 2000 personas y se promueve la convivencia con los vecinos del pueblo —308  habitantes empadronados en la comarca en el año 2018, según el INE—, con el entorno y con el medio ambiente, mediante: la concienciación; medidas activas de limpieza y de mantenimiento del espacio natural y ciudadano; y la entrega de estuches-ceniceros y vasos reutilizables.

## Relación con otros festivales y eventos
Aprovechando las infraestructuras ya existentes, en la localidad de Balboa se celebran otros eventos a lo largo del año.
- Foliada Balboa Feroz. Música folclórica tradicional. Se celebra en una fecha variable entre febrero y mayo.[3]

- Festividad de la noche de San Juan. Celebración tradicional entre el 23 y el 24 de junio.

- Interceltik Palloza de Chis. Festival folk celta que se celebra en la primera luna llena del verano.[4]

- Observatorio Festival (anteriormente AstroMona Festival). Festival de música y arte independiente en el que predomina en género Indie Pop Rock. Se celebra el 28 y 29 de junio.[5]

- Brassboa Festival. En la actualidad BZBrass Festival, en Toral de los Vados. Festival de fanfarria, folk, rock, jazz y de música latina y balcánica que se celebra el segundo fin de semana de agosto.[6]

- Festival Tronco Sonoro. Festival de Rock, Blues y Soul que se celebra del 15 al 18 de agosto en Balboa.[7]

- Festival Vibra Balboa. Primer fin de semana de septiembre. Desde 2011 hasta 2017. Festival de música de mestizaje de géneros ska, swing, jazz, electro…[8]

- Magosto Celta. Celebración tradicional entre el 8 y el 10 de noviembre.

- GloOm Music Label Party: The Ancient House, en la Palloza de Chis. Festival de música psicodélica que se celebra en el solsticio de invierno.[9]